# HK Lida
HK Lida (biał. Хакейны Клуб Ліда – Chakiejny Klub Lida, ros. Хоккейный Клуб Лида – Chokkiejnyj Klub Lida) – białoruski klub hokeja na lodzie z siedzibą w Lidzie.

## Historia
Klub został założony w 2011 roku i w tym samym roku przystąpił do najwyższej klasy rozgrywkowej na Białorusi. W inauguracyjnym sezonie 2011/2012 uplasował się na szóstym miejscu w sezonie zasadniczym, a następnie odpadł w fazie play-off ulegając drużynie HK Homel.

## Szkoleniowcy
Trenerem w klubie był Dzmitryj Ausiannikau. W 2015 asystentem trenera został Leonid Fatikow. W maju 2017 głównym trenerem został Dzmitryj Dudzik, a jego asystentami w tym roku Siarhiej Zadzielonau i pozostający w tej funkcji Uładzimir Martynau. Po sezonie 2017/2018 ze sztabu odszedł Zadzielonau. W lipcu 2018 trenerem został Pawieł Mikulczik. W 2020 głównym trenerem zespołu został Estończyk Eduard Valiullin. W maju 2022 nowym szkoleniowcem został Juryj Czuch.